# خوان فورلین
خوان فورلین (اسپانیایی: Juan Forlín‎؛ زادهٔ ۱۰ ژانویهٔ ۱۹۸۸) بازیکن فوتبال اهل آرژانتین است.
از باشگاه‌هایی که در آن بازی کرده‌است می‌توان به باشگاه فوتبال بوکا جونیورز، باشگاه فوتبال رئال مادرید کاستیا، باشگاه ورزشی الریان، باشگاه فوتبال رئال مادرید، باشگاه فوتبال اسپانیول و باشگاه فوتبال کرتارو اشاره کرد.